# Leucothoe racemosa
Eubotrys racemosa là một loài thực vật có hoa trong họ Thạch nam. Loài này được (L.) A. Gray mô tả khoa học đầu tiên năm 1856.

## Hình ảnh

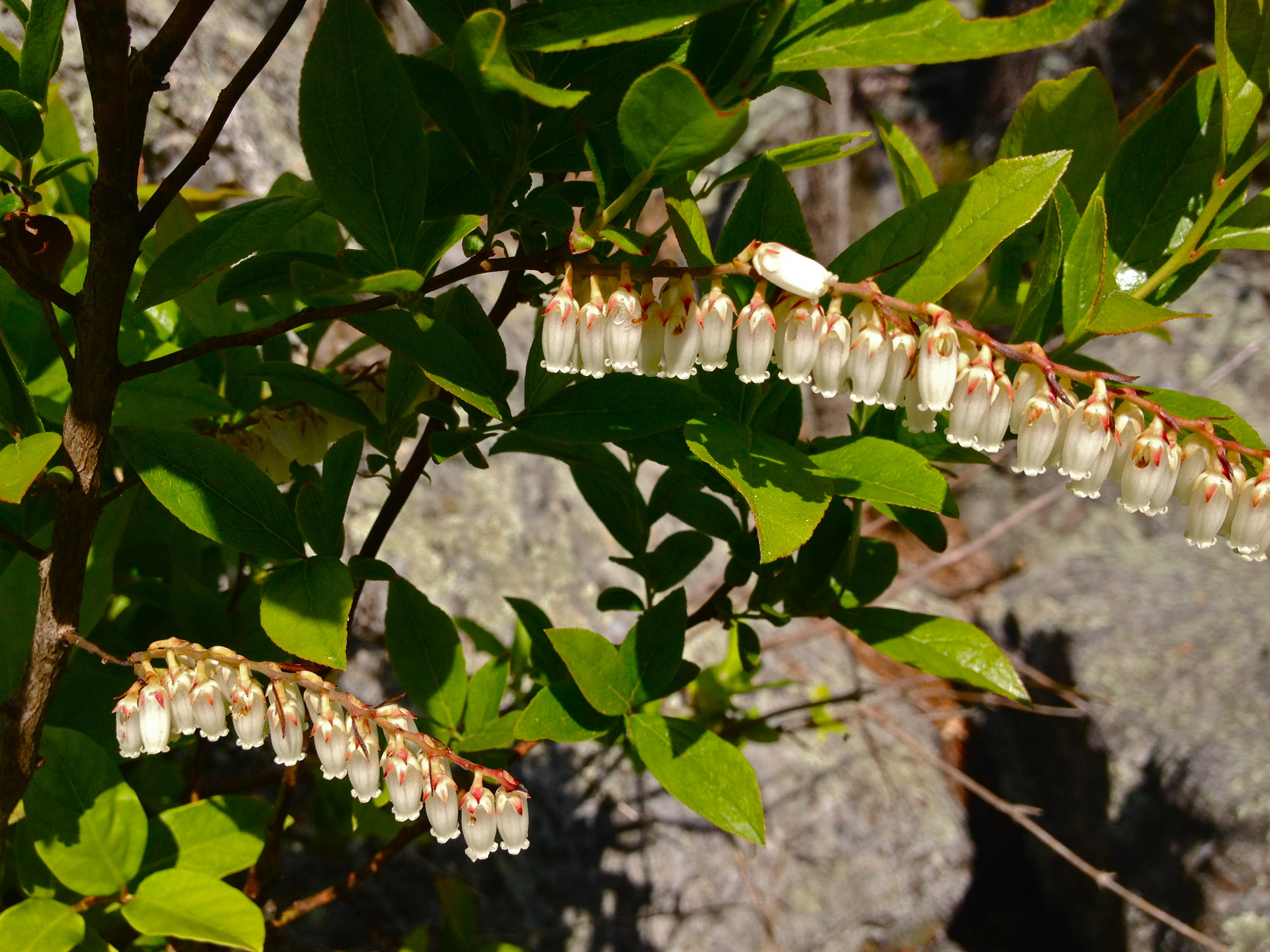
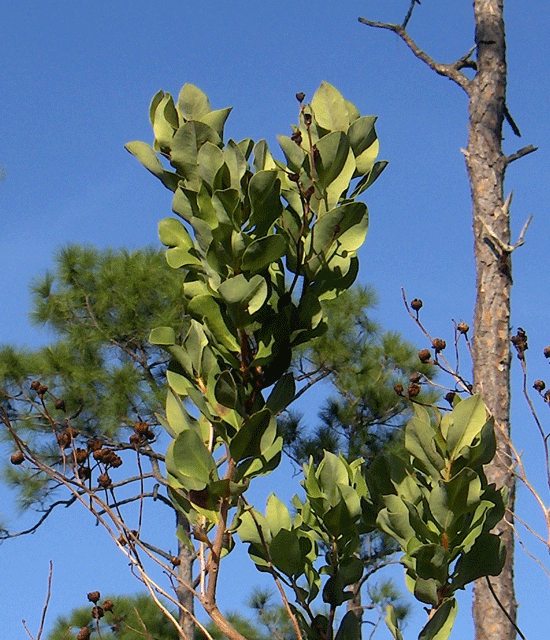
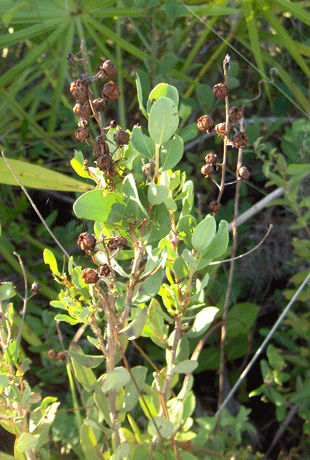